# Leonard Koecker
Leonard Koecker (1785-1850) foi um dentista alemão que exercia sua profissão em Baltimore. Em um documento em 1821, ele descreveu as mudanças inflamatórias na gengiva e os tártaros nos dentes que levaram à sua perda e esfoliação. Ele mencionou o cuidado na remoção do tártaro e a necessidade da higiene oral do paciente, recomendado que deveria ser feita pela manhã e depois de cada refeição, usando um pó adstringente e uma escova de dente, colocando "as cerdas dentro dos espaços entre os dentes".